# 扎西半岛

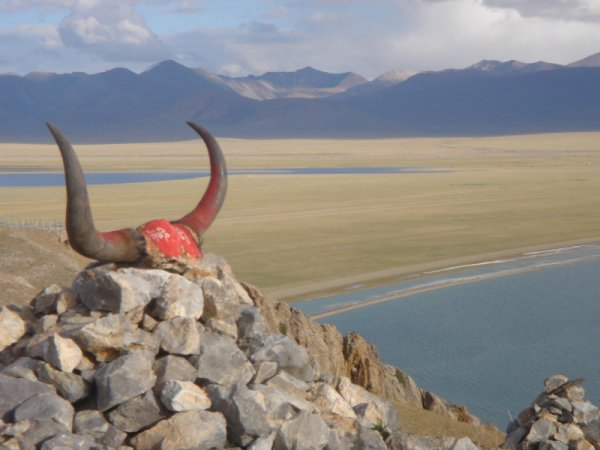
从扎西半岛眺望纳木错

扎西半岛位于中国西藏自治区纳木错东南部，是纳木错中最大的半岛。主體由石灰岩构成，面积约10平方公里，多岩洞。为旅游胜地。